# مشطة (تريم)
'

تعديل مصدري - تعديل

مشطة هي إحدى قرى عزلة تريم بمديرية تريم التابعة لمحافظة حضرموت، بلغ تعداد سكانها 1035 نسمة حسب تعداد اليمن لعام 2004.